# باربارا پری
باربارا پری (انگلیسی: Barbara Perry؛ ۲۲ ژوئن ۱۹۲۱ – ۵ مهٔ ۲۰۱۹) هنرپیشه، خواننده و رقصنده اهل ایالات متحده آمریکا بود. وی بین سال‌های ۱۹۳۳ تا ۲۰۱۷ میلادی فعالیت می‌کرد.
از فیلم‌ها یا برنامه‌های تلویزیونی که وی در آن نقش داشته‌است می‌توان به آشنایی با مادر، ترنسرها و بوسه عریان اشاره کرد.